# Eclissi solare del 21 ottobre 1930
L'eclissi solare del 21 ottobre 1930, di tipo totale, è un evento astronomico che ha avuto luogo il suddetto giorno attorno alle ore 21:43 UTC. La durata della fase massima dell'eclissi è stata di 1 minuto e 55 secondi e l'ombra lunare sulla superficie terrestre raggiunse una larghezza di 84 km; Il punto di massima totalità è avvenuto in mare lontano da qualsiasi terra emersa.
L'eclissi del 21 ottobre 1930 divenne la seconda eclissi solare nel 1930 e la 70ª nel XX secolo. La precedente eclissi solare si è verificata il 28 aprile 1930, la seguente il 18 aprile 1931.
L'eclissi solare totale è passata attraverso Tonga, Cile e Argentina, mentre l'eclissi solare parziale ha coperto la maggior parte dell'Oceania e alcune aree circostanti.

## Percorso e visibilità
L'evento si è manifestato all'alba locale del 22 ottobre nel Pacifico occidentale, circa 340 chilometri a sud dell'atollo di Elato, nell'oceano. L'ombra ha proseguito a sud-est coprendo il protettorato britannico di Niuafo'ou e dopo aver attraversato la linea di data internazionale ha raggiunto il suo punto di massima eclissi nell'oceano a circa 1.000 chilometri a sud-ovest dell'isola di Mangaya, presso l'arcipelago delle Cook. Successivamente, l'umbra ha continuato a spostarsi verso sud-est e gradualmente ha virato verso est. Verso la fine dell'evento ha interessato la calotta glaciale della Patagonia meridionale in Sud America, e si è concluso al tramonto del 21 ottobre all'estremità meridionale dell'Argentina, al confine occidentale del Cile, a meno di 15 chilometri nella provincia di Santa Cruz.

## Eclissi correlate

### Eclissi solari 1928 - 1931
Questa eclissi è un membro di una serie semestrale. Un'eclissi in una serie semestrale di eclissi solari si ripete approssimativamente ogni 177 giorni e 4 ore (un semestre) in nodi alternati dell'orbita della Luna.

### Ciclo di Saros 142
L'evento fa parte del ciclo di Saros 142, che si ripete ogni 18 anni, 11 giorni, contenente 72 eventi. La serie è iniziata con un'eclissi solare parziale il 17 aprile 1624. Comprende un'eclissi ibrida il 14 luglio 1768 ed eclissi totali dal 25 luglio 1786 al 29 ottobre 2543. La serie termina al membro 72 con un'eclissi parziale il 5 giugno 2904. La durata più lunga della totalità sarà di 6 minuti e 34 secondi il 28 maggio 2291. Tutte le eclissi di questa serie si verificano nel nodo discendente della Luna.